# Humphrey IV de Bohun
Pour les articles homonymes, voir Humphrey de Bohun et Bohun.
Humphrey IV de Bohun, 2e comte de Hereford et 1er comte d'Essex, connétable d'Angleterre est un baron anglais né avant 1217 et mort le 24 septembre 1275.

## Biographie
Humphrey de Bohun est le fils aîné du comte de Hereford Henri de Bohun et de son épouse Mathilde, la fille du comte d'Essex Geoffrey FitzPeter. Il hérite des biens de son père en juin 1221, un an après sa mort, puis de ceux de la famille de sa mère à sa mort, en août 1236.
Humphrey de Bohun participe à plusieurs campagnes en France sous le règne d'Henri III. Après un pèlerinage à Saint-Jacques-de-Compostelle en 1237, il occupe les fonctions de shérif du Kent et connétable de Douvres de 1239 à 1241. Lorsque les barons d'Angleterre se soulèvent contre le roi en 1258, il commence par les rallier, mais rejoint ultérieurement le camp loyaliste, tandis que son fils aîné et héritier Humphrey (V) reste du côté des barons. Durant la seconde guerre des barons, il est fait prisonnier après la bataille de Lewes, en mai 1264. La guerre se solde à l'avantage du roi après la bataille d'Evesham, durant laquelle c'est au tour de son fils d'être capturé.
Humphrey de Bohun meurt en 1275. Son fils aîné étant mort en captivité en 1265, c'est son petit-fils, également prénommé Humphrey, qui hérite de ses titres et possessions. Le comte défunt est inhumé à Llanthony.

## Mariages et descendance
Humphrey de Bohun épouse avant 1238 Mathilde d'Exoudun (v. 1207 - 14 août 1241), de la Maison de Lusignan, fille de la comtesse d'Eu Alix d'Eu et de Raoul Ier d'Exoudun.
Ils ont sept enfants :
- Humphrey V (av. 1232, mort le 27 octobre 1265), père de Humphrey (VI) ;
- Henri ;
- Geoffroi ;
- Raoul ;
- Mathilde de Bohun (av. 1233 - 20 octobre 1252), épouse en premières noces le comte de Pembroke Anselme le Maréchal (mort en 1245), puis en deuxièmes noces le comte de Winchester Roger de Quincy ;
- Alice de Bohun (av. 1241-?), épouse Roger V de Toeni ;
- Éléonore, épouse le baron John de Verdun.

Mathilde de Lusignan meurt le 14 août 1241. Elle est inhumée à Llanthony.
Veuf, Humphrey de Bohun se remarie avec Mathilde d'Avenbury. Ils ont deux fils :
- Jean ;
- Miles, chevalier.

Mathilde d'Avenbury meurt le 8 octobre 1273 à Sorges.